# Francesco Moriero
Francesco "Checco" Moriero, född 31 mars 1969 i Lecce, är en italiensk före detta fotbollsspelare och numera tränare. Han är för närvarande förbundskapten för Maldiverna. Han  var en del av det italienska landslag i VM 1998.

## Spelarkarriär

### Klubblag
Moriero inledde karriären i sin hemstads Lecce, där han spelade fem säsonger. Karriären tog honom sedan vidare till bland annat Roma och Inter, där han var en del av laget som vann Uefacupen 1997/1998. Han avslutade spelarkarriären i Napoli 2002.

### Landslag
Moriero debuterade för landslaget mot Slovakien 28 januari 1998. Han gjorde sina två landslagsmål i sin andra landskamp mot Paraguay. Han spelade sedan fyra av Italiens matcher i VM 1998.

## Tränarkarriär
Moriero inledde tränarkarriären med ivorianska Africa Sports National 2006. Han sparkades i juli 2007, men presenterades bara en dryg vecka senare som ny tränare för Serie C1-laget Lanciano. 
2008 tog han över som tränare i Crotone, som han direkt ledde, via playoff, till Serie B. Under sommaren 2009 tog han steget till en annan Serie B-klubb, nämligen Frosinone. Men i slutet av säsongen sparkades han därifrån.
I september 2010 tog han över Grosseto efter att Luigi Appolini sparkats, men redan i januari 2011 sparkades han därifrån.
2011 blev han istället tränare för schweiziska FC Lugano, som han ledde till en femte plats.
Inför säsongen 2012/2013 fick han återigen förtroendet att leda Grosseto, men redan 1 oktober 2012 sparkades han och ersattes av Mario Somma.

## Meriter
- Mästare i Uefa Cupen: 1

1997-1998 med Inter.